# Marilyn Middleton Pollock
Marilyn Middleton Pollock (* 25. Oktober 1947 in Chicago, Illinois) ist eine US-amerikanische Sängerin, die zunächst im Folk- und Rockbereich tätig war, bevor sie sich dem Jazzgesang zuwandte.
Middleton Pollock begann mit fünfzehn Jahren, professionell Folkmusik zu singen. Sie erweiterte ihr Repertoire hin zum Rock & Roll und Blues, bevor sie sich dem  Jazz zuwandte. Ende der 1980er Jahre zog sie nach England, wo sie mit Max Collie arbeitete, mit dem sie auch international auf Tournee ging. Ihr Album Nobody Knows You erhielt 1988 den Music Retailers Association Award for Excellence. Sie trat in der Theatershow A New Orleans Mardi Gras auf und danach in ihren von der Kritik hochgelobten Soloshows Those Women of the Vaudeville Blues und Jazz Me Blues. Für BBC Radio 2 produzierte sie ab 1994 mit ihrer Jazzband The Chicago Hoods die Serie Vaudeville, Red Hot and Blue. Mit ihren Chicago Hoods ging sie mehrfach in Großbritannien auf Tournee.

## Lexikalische Nachweise
- Ian Carr, Digby Fairweather, Brian Priestley: Rough Guide Jazz. Der ultimative Führer zur Jazzmusik. 1700 Künstler und Bands von den Anfängen bis heute. Metzler, Stuttgart/Weimar 1999, ISBN 3-476-01584-X.